# Jeffrey Hunter
Jeffrey Hunter, właśc. Henry Herman McKinnies Jr. (ur. 25 listopada 1926 w Nowym Orleanie, zm. 27 maja 1969 w Los Angeles) − amerykański aktor i producent filmowy.

## Życiorys

### Wczesne lata
Był jedynym dzieckiem Edith Lois (z domu Burgess) i Henry’ego Hermana McKinniesa, inżyniera sprzedaży. Jego rodzice spotkali na uniwersytecie w Arkansas, a w 1930 rodzina przeniosła się do Milwaukee, w stanie Wisconsin. Jako nastolatek występował z North Shore Children’s Theater, lokalnym Port Players (1942-44), telewizji lokalnej WTMJ-TV i teatrze w Chicago. W 1945 po ukończeniu szkoły średniej Whitefish Bay High School, gdzie był kapitanem drużyny piłkarskiej, zaciągnął się do Marynarki Wojennej Stanów Zjednoczonych i w latach 1945−1946 przeszedł szkolenia w Great Lakes Naval Station, w stanie Illinois. W przeddzień jego przeniesienia do Japonii zachorował i został zwolniony ze służby wojskowej. W 1948 pracował w dwóch audycjach radiowych w Northwestern Playshop. W 1949 otrzymał licencjat z School of Speech na Northwestern University w Illinois, a następnie podjął studia na stypendium na wydziale radia i dramatu na Uniwersytecie Kalifornijskim, gdzie wystąpił w studenckim przedstawieniu Tylko moi synowie (All My Sons, 1950).

### Kariera
Swoją ekranową przygodę rozpoczął od występu w dramacie szekspirowskim Juliusz Cezar (Julius Caesar, 1950) u boku Charltona Hestona oraz dreszczowcu noir Czternaście godzin (Fourteen Hours, 1951), gdzie debiutowała także Grace Kelly. W ciągu następnych dwóch dziesięcioleci, Jeffrey Hunter ujawnił swoją wszechstronność jako aktor w szerokiej gamie filmów – dramatach, komediach, westernach, sci-fi i filmach wojennych. Zdobył uznanie w roli Jezusa w filmie Nicholasa Raya Król królów (King of Kings, 1961). W 1963 roku podpisał dwuletni kontrakt z Warner Bros. W serialu NBC Star Trek (1966) wystąpił jako kapitan Christopher Pike z USS Enterprise. W ciągu następnych kilku lat, grał w kilku filmach klasy B kręconych w Europie, Hongkongu, Meksyku i Azji oraz sporadycznie w hollywoodzkich produkcjach telewizyjnych.
W 1969 roku w Hiszpanii, podczas realizacji filmu kryminalnego Wiwat Ameryka! (¡Viva América!), Jeffrey Hunter został przypadkowo ranny podczas wybuchu. Wkrótce potem zaczął się skarżyć na bóle i zawroty głowy. Był krótko hospitalizowany po powrocie do Los Angeles. Niedługo potem, 27 maja 1969 roku na schodach w swoim domu upadł i uderzył głową, doznał krwotoku mózgu. Zmarł w wieku 42 lat podczas zabiegu chirurgicznego w celu leczenia złamań czaszki.

### Życie prywatne
Był trzykrotnie żonaty; z aktorką Barbarą Rush (od 1 grudnia 1950 do 29 marca 1955), z którą ma syna Christophera (ur. 29 sierpnia 1952). Jego drugą żoną była ex-modelka Joan Bartlett (od 7 lipca 1957 do 28 lutego 1967), z którą ma dwóch synów – Todda i Scotta oraz adoptowanego syna Steele’a Richarda (ur. 9 marca 1953). 4 lutego 1969 ożenił się po raz trzeci z Emily McLaughlin.

## Filmografia

### Filmy kinowe
- 1969: Super Colt 38 jako Billy Hayes
- 1969: Wiwat Ameryka! (¡Viva América!) jako Frank Mannata
- 1968: Znaleźć miejsce śmierci (Joe... cercati un posto per morire!) jako
- 1968: Prywatna flota sierżanta O’Farrella (The Private Navy of Sgt. O’Farrell) jako porucznik Lyman P. Jones
- 1968: Słodkie sekrety Susanny (Frau Wirtin hat auch einen Grafen) jako hrabia Enrico
- 1967: Generał Custer (Custer of the West) jako kapitan Benteen
- 1967: Bożonarodzeniowy dzieciak (The Christmas Kid) jako Joe Novak
- 1967: Poradnik żonatego mężczyzny (A Guide for the Married Man) jako doradca techniczny
- 1967: Czarownica bez miotły (A Witch Without a Broom) jako Garver Logan
- 1966: Rozmiar 5 (Dimension 5) jako Justin Power
- 1966: Dziwny portret (Strange Portrait)
- 1965: Burza mózgów (Brainstorm) jako Jim Grayam
- 1965: Chata wuja Toma (Onkel Toms Hütte, dubbing)
- 1965: Joaquín Murieta jako Joaquín Murieta
- 1963: Człowiek z Galveston (The Man from Galveston) jako Timothy Higgins
- 1963: Przedział wiekowy (Oro per i Cesari) jako Lacer
- 1962: Bajeczny cyrk Billy Rose (Billy Rose's Jumbo) jako Sam Rawlins
- 1962: Najdłuższy dzień (The Longest Day) jako sierżant John H. Fuller
- 1962: Nikt nie jest samotną wyspą (No Man Is an Island) jako George R. Tweed
- 1961: Król królów (King of Kings) jako JezusJako Jezus w filmie Nicholasa Raya Król królów
- 1961: Man-Trap jako Matt Jameson

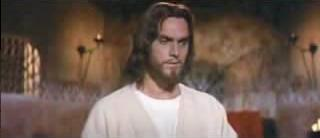
Jako Jezus w filmie Nicholasa Raya Król królów

- 1960: Świadek koronny (Key Witness) jako Fred Morrow
- 1960: Piekło na wieczność (Hell to Eternity) jako Guy Gabaldon
- 1960: Sierżant Rutledge (Sergeant Rutledge) jako porucznik Tom Cantrell
- 1958: W miłości i wojnie nie obowiązują zasady (In Love and War) jako sierżant Nico Kantaylis
- 1958: Pożegnalny występ (The Last Hurrah) jako Adam Caulfield
- 1957: Koszt pięć i śmierć (Count Five and Die) jako kapitan Bill Ranson
- 1957: Wszystko na kredyt (No Down Payment) jako David Martin
- 1957: Droga do złota (The Way to the Gold) jako Joe Mundy
- 1957: Prawdziwa historia Jesse Jamesa (The True Story of Jesse James) jako Frank James
- 1957: Strzelba na tchórza (Gun for a Coward) jako Bless Keough
- 1956: Pocałunek przed śmiercią (A Kiss Before Dying) jako Gordon Grant
- 1956: Wielki pościg lokomotywowy (Great Locomotive Chase) jako William A. Fuller
- 1956: Dumni (The Proud Ones) jako Thad Anderson
- 1956: Poszukiwacze (The Searchers) jako Martin Pawley
- 1955: Tajemnicze złote miasta (Seven Cities of Gold) jako Matuwir
- 1955: Siedem gniewnych ludzi (Seven Angry Men) jako Owen Brown
- 1955: Białe pióro (White Feather) jako Mały Pies
- 1954: Księżniczka Nilu (Princess of the Nile) jako książę Haidi
- 1954: Trzech młodych teksańczyków (Three Young Texans) jako Johnny Colt
- 1953: Juliusz Cezar (Julius Caesar) jako Trzeci Plebejusz
- 1952: Marynarz królem (Single-Handed) jako sygnalista Andrew 'Canada' Brown
- 1952: Dreamboat jako Bill Ainslee
- 1952: Urok wściekłości (Lure of the Wilderness) jako Ben Tyler
- 1952: Fałszywa dwunastka (Belles on Their Toes) jako dr Bob Grayson
- 1952: Czerwony horyzont Montany (Red Skies of Montana) jako Ed Miller
- 1951: Jeszcze jedna moja mała dziewczynka (Take Care of My Little Girl) jako Chad Carnes
- 1951: Płetwonurkowie (The Frogmen) jako Pappy Creighton
- 1951: Czternaście godzin (Fourteen Hours) jako Danny Klempner
- 1951: Wołaj mnie panie (Call Me Mister) jako Dzieciak

### Filmy TV
- 1960: Destiny, West! jako John Charles Fremont

### Seriale TV
- 1969: Wnikliwość (Insight) jako Ken
- 1968: FBI (The F.B.I.) jako Ralph Stuart
- 1968: Wnikliwość (Insight) jako James Smith
- 1967: Rodzina Monroe (The Monroes) jako Ed Stanley
- 1966: Star Trek jako kapitan Christopher Pike
- 1966: Daniel Boone jako Roark Logan
- 1966: Zielony szerszeń (The Green Hornet) jako Emmet Crown
- 1966: Podróż do krainy strachu (Journey Into Fear) jako dr Howard Graham
- 1966: Legenda Jesse'go Jamesa (The Legend of Jesse James) jako Jeremy Thrallkill
- 1965: Kraft Suspense Theatre jako Fred Girard
- 1965: FBI (The F.B.I.) jako Francis Jerome
- 1964: Bob Hope zaprasza (Bob Hope Presents the Chrysler Theatre) jako Barry Stinson
- 1963-64: Temple Houston jako Temple Houston
- 1963: Bob Hope zaprasza (Bob Hope Presents the Chrysler Theatre) jako Gabe Flanders
- 1962: Dni w dolinie śmierci (Death Valley Days) jako kapitan Walter Reed, M.D
- 1962: Walka (Combat!) jako sierżant Dane
- 1962: Alfred Hitchcock przedstawia (The Alfred Hitchcock Hour) jako Harold
- 1961: Szach mat (Checkmate) jako Edward 'Jocko' Townsend
- 1958: Pogoń (Pursuit) jako porucznik Aaron Gibbs
- 1957: Climax! jako Phil Aubry
- 1956: Godzina z 20th Century-Fox (The 20th Century-Fox Hour) jako Dick Cannock
- 1955: Climax! jako Wesley Jerome Penn